# Chamaeza meruloides
Chamaeza meruloides  (лат.) — вид воробьиных птиц из семейства муравьеловковых.
Эндемик Бразилии. Распространён во влажном атлантическом лесу на юго-востоке страны.
Птица длиной 19—19,5 см, весом 66—77 г. Тело крепкое с короткими закруглёнными крыльями, длинными и сильными ножками и коротким прямым хвостом. Спина, голова, крылья коричневые. Хвост красновато-коричневый. Надбровная полоса, щёки и горло белого цвета. Грудь и брюхо пёстрые, белые с коричневым. Клюв тонкий, чёрного цвета.
Обитает во влажных лесах с густым подлеском. Держится в одиночку или парами. Большую часть дня проводит на земле, ища пищу, двигаясь достаточно медленно и осторожно, готов скрыться в чаще подлеска при малейшей опасности. Питается насекомыми и другими мелкими беспозвоночными.